# Bosnasco
Bosnasco (lombardul: Busnasch) település Olaszországban, Lombardia régióban, Pavia megyében. Lakosainak száma 623 fő (2023. január 1.). Bosnasco Arena Po, Castel San Giovanni, Montù Beccaria, San Damiano al Colle és Zenevredo községekkel határos.

## Népesség
A település népességének változása:
| Lakosok száma | 623  | 623  | 623  |
|               | 2017 | 2018 | 2023 |